# Cantone di Le Marin
Il cantone di Le Marin è una divisione amministrativa situato nel dipartimento e regione della Martinica.

## Comuni
- Le Marin